# Terremoto di Cutro del 1832
Il terremoto di Cutro del 1832 è avvenuto in data 8 marzo alle ore 7.15 pom., nel circondario di Crotone e con epicentro nei pressi di Cutro, ed espansa specie lungo il bacino del Tacina .
A Catanzaro crollarono alcune case, ma con un solo morto e due feriti, A Cosenza e dintorni raggiunse l'intesità è stata minore e raggiunse il VII° d’intensità.
Vi furono in totale 234 vittime: Cutro (60), Roccabernarda (34), Petilia Policastro (26), Santa Severina (8), Mesoraca (13), Marcedusa (13), Sellia (13), Scandale (10), Rocca Ferdinandea (10), Isola Capo Rizzuto (1).